# فيروسات نظير الإنفلونزا البشرية
فيروسات نظير الإنفلونزا البشرية (بالإنجليزية: Human parainfluenza viruses)‏ ومختصرها (hPIVs) هي فيروسات تسبب نظير الإنفلونزا البشرية. فيروسات نظير الإنفلونزا البشرية هي مجموعة من أربعة أنماط مصلية من فيروسات الحمض النووي الريبوزي ذات حمض نووي ريبوزي أحادي الشريط ينتمي لعائلة الفيروسات المخاطية. تسبب هذه الفيروسات بعض الأمراض عند الإنسان والحيوانات.
يمكن الكشف عن هذه الفيروسات عن طريق زرع الخلايا والتألق المناعي المجهري وتفاعل البوليميراز المتسلسل. وهذه الفيروسات هي السبب الثاني لدخول الأطفال تحت 5 سنوات ويعانون من أمراض الجهاز التنفسي للمستشفيات (السبب الأول هو فيروس الجهاز التنفسي المخلوي).

## الأهمية السريرية
تشير التقديرات إلى معاناة نحو 5 ملايين طفل من التهابات الطرق التنفسية السفلية سنويًا في الولايات المتحدة الأمريكية وحدها. تكون فيروسات نظير الإنفلونزا البشرية من النمط الأول والثاني والثالث مسؤولة عن نحو ثلث هذه الالتهابات. تسبب فيروسات نظير الإنفلونزا البشرية التهابات في الطرق التنفسية العلوية، ولكنها ليست المتهم الأول في إحداث ذلك. تكون أشكال المرض الخطيرة أعلى لدى الأطفال الصغار، وقد أظهرت الاستطلاعات امتلاك نحو 75٪ من الأطفال الذين تتراوح أعمارهم بين 5 سنوات أو أكبر أجسام مضادة لفيروسات نظير الإنفلونزا البشرية من النمط الأول.
تشير التقديرات إلى إمكانية تطوير نحو 25٪ من الرضع والأطفال الصغار المصابين بفيروسات نظير الإنفلونزا البشرية شكلًا ذا أهمية سريرية من المرض.
تعتبر العدوى المتكررة شائعة وتكون أعراض الإصابات اللاحقة عبارة عن أعراض التهاب طرق تنفسية علوية كالزكام والتهاب الحلق. تتراوح فترة الحضانة لجميع الأنماط المصلية الأربعة من يوم إلى 7 أيام. قد تسبب فيروسات نظير الإنفلونزا التهابًا رئويًا شديدًا لدى الأشخاص المثبطين مناعيًا وهو ما قد يكون مميتًا.
ثبت دور فيروسات نظير الإنفلونزا البشرية من النمط الأول والثاني كعامل مسبب رئيسي للخانوق (أو التهاب الحنجرة والرغامى والقصبات)؛ وهو مرض فيروسي يصيب مجرى الهواء العلوي ويسبب مشاكل تنفسية لدى الأطفال الذين تتراوح أعمارهم بين 6 و48 شهرًا. ترتبط الأوبئة التي تبدأ في الخريف كل سنتين بفيروسات نظير الإنفلونزا البشرية 1 و2؛ ومع ذلك، قد تسبب فيروسات نظير الإنفلونزا البشرية 2 أوبئةً سنوية أيضًا. تميل فيروسات نظير الإنفلونزا البشرية 1 إلى تفشي التهاب الحنجرة والرغامى والقصبات كل سنتين. تحدث الأوبئة الشديدة في الولايات المتحدة الأمريكية حاليًا خلال السنوات الفردية.
ارتبطت فيروسات نظير الإنفلونزا البشرية 3 ارتباطًا وثيقًا بإحداثها التهاب قصيبات والتهاب رئوي لدى الأطفال الذين تقل أعمارهم عن سنة واحدة بشكل أساسي.
ما يزال الكشف عن فيروسات نظير الإنفلونزا البشرية 4 غير شائع. يُعتقد الآن أنه أشيع مما كان يُعتقد سابقًا، ولكن يبقى إحداثه لمرض حاد أمر غير مرجح. يملك غالبية الأطفال في سن العاشرة إيجابية مصلية للإصابة بفيروسات نظير الإنفلونزا البشرية 4، وقد يكون ذلك مؤشرًا على وجود نسبة كبيرة من الالتهابات الخفيفة أو غير المصحوبة بأعراض.
يعتبر تثبيط المناعة أحد العوامل الوبائية الهامة المرتبطة بارتفاع خطر العدوى والوفيات؛ إذ يصاب هؤلاء المرضى بالتهابات رئوية شديدة جدًا. يوجد ارتباط بين فيروسات نظير الإنفلونزا البشرية والأمراض العصبية. على سبيل المثال: يرتبط الاستشفاء من الالتهابات الناجمة عن فيروسات نظير الإنفلونزا البشرية ارتباطًا قويًا بنوبات الاختلاج الحموية. تتمتع فيروسات نظير الإنفلونزا البشرية 4ب بأقوى ارتباط (حتى 62٪) تليها فيروسات نظير الإنفلونزا البشرية 3 ثم 1.
ارتبطت كذلك فيروسات نظير الإنفلونزا البشرية بحالات نادرة من الالتهاب السحائي الفيروسي ومتلازمة غيلان باري.
تنتشر فيروسات نظير الإنفلونزا البشرية من شخص لآخر (انتقال أفقي) عن طريق مفرزات الجهاز التنفسي أو الأسطح أو الأشياء الملوثة. قد تحدث العدوى عندما تلامس المواد المعدية الأغشية المخاطية للعيون أو الفم أو الأنف، وربما من خلال استنشاق القطيرات الناتجة عن العطس أو السعال. تبقى فيروسات نظير الإنفلونزا البشرية معدية في القطرات المحمولة جوًا لأكثر من ساعة.
بشكل عام، يبدو تأثير فيروسات نظير الإنفلونزا البشرية بشكل أساسي على الجهاز التنفسي، ولهذا كان معظم التركيز عليه.

### التهاب مجرى الهواء
يعد التهاب مجرى الهواء من السمات الشائعة للإصابة بفيروسات نظير الإنفلونزا البشرية، ويعتقد بحدوث ذلك نتيجةً لتصاعد تنظيم السيتوكينات الالتهابية. ترتفع السيتوكينات الشائعة كالإنتروفيرون ألفا والعديد من الأنترولوكينات الأخرى (الأنترولوكين2 والإنترولوكين6) وعامل النخر الورمي ألفا. يعتقد بارتباط العديد من الكيموكينات والبروتينات الالتهابية بأعراض الإصابة بفيروسات نظير الإنفلونزا البشرية.
تشير الأدلة الحديثة إلى أن الأجسام المضادة الخاصة بالفيروس (IgE) قد تكون مسؤولة عن إطلاق كميات كبيرة من الهيستامين في الرغامى مما يسبب الخانوق.

### علم المناعة
تبقى المناعة الخلطية خط الدفاع الأساسي للجسم ضد فيروسات نظير الإنفلونزا البشرية. يتوجه ذلك بشكل أساسي ضد البروتينات السطحية الموجودة على السطح الخارجي للفيروس. أُثبِتَ دور البروتينات HN وF على وجه الخصوص في توليد المناعة عبر تحفيز الجهاز المناعي.
اختُبِرَت في الآونة الأخيرة أهمية «المناعة المتواسطة بالخلايا»، وأظهرت التقارير أن أولئك الذين يملكون استجابات مناعية مكتسبة معيبة معرضون بشكل كبير لخطر الإصابة بالعدوى الشديدة.

## التشخيص
يمكن وضع التشخيص باستخدام عدة طرق، بما في ذلك مجموعة من التقنيات المتشعبة:
- عزل وكشف الفيروس عبر زرع الخلايا.
- الكشف عن المستضدات الفيروسية مباشرةً داخل إفرازات الجهاز التنفسي باستخدام التألق المناعي أو المقايسة المناعية الإنزيمية أو المقايسة المناعية الفلورية.
- تفاعل البلمرة المتسلسل (PCR).
- معايرة الغلوبيولين المناعي ج الذي يظهر ارتفاعًا لاحقًا تالٍ للعدوى (باستخدام عينات المصل المزدوجة).

تُستَخدم عمليات مقايسة التراص الدموي أو عمليات تثبيط الامتزاز الدموي؛ نظرًا لتشابه الشاكلة المستضدية بين الفيروسات. يمكن أيضًا استخدام اختبارات تثبيت المتممة والتحييد والمقايسة الامتصاصية المناعية للإنزيم المرتبط للمساعدة في عملية التمييز بين الأنماط المصلية الفيروسية.

## المراضة والوفيات
ما تزال الوفيات الناجمة عن فيروسات نظير الإنفلونزا البشرية في المناطق المتقدمة من العالم نادرة. وإن حدثت الوفاة، فإنها ستكون غالبًا لدى مجموعات الخطر الأساسية الثلاث (الصغار جدًا والمسنين ومثبطي أو ناقصي المناعة). ومع ذلك، قد ترتبط التغييرات طويلة المدى بإعادة تشكيل الطرق الهوائية وهذا سبب مهم للمراضة. ما يزال الارتباط بين فيروسات نظير الإنفلونزا البشرية وأمراض مثل مرض الانسداد الرئوي المزمن قيد الدراسة.
في المناطق النامية من العالم، ما يزال الأطفال في سن ما قبل المدرسة هم الفئة الأكثر عرضة لخطر الوفاة. قد تكون الوفيات نتيجةً للعدوى الفيروسية الأولية أو مشاكل ثانوية مثل العدوى البكتيرية. قد يؤدي وجود عوامل مؤهبة مثل سوء التغذية وأوجه القصور الأخرى إلى زيادة احتمالات الوفاة المرتبطة بالعدوى.
بشكل عام، تسبب التهابات الطرق التنفسية السفلية نحو 25-30٪ من إجمالي الوفيات لدى الأطفال في سن ما قبل المدرسة في العالم النامي. يعتقد بارتباط فيروسات نظير الإنفلونزا البشرية بما نسبته 10٪ من جميع حالات التهاب الطرق التنفسية السفلية، وبالتالي يبقى سببًا مهمًا للوفيات.

### عوامل الخطر
اقتُرِح دور العديد من العوامل المرتبطة بارتفاع خطر الإصابة بالعدوى، بما في ذلك سوء التغذية ونقص فيتامين أ وغياب الرضاعة الطبيعية خلال المراحل الأولى من الحياة والتلوث البيئي والاكتظاظ.